# Гайм, Грете
Грете Гайм (эст. Grete Gaim; род. 21 мая 1993, Тарту) — эстонская биатлонистка и лыжница, чемпионка мира среди юниоров. Член основной сборной Эстонии по биатлону.

## Спортивная карьера
В национальную команду попала в 2011 году после того, как Эвели Сауэ, Сирли Ханни и Кадри Лехтла взяли перерыв в своих выступлениях за сборную. В розыгрыше кубка мира по биатлону спортсментка дебютировала 3 декабря 2011 года в спринте в шведском Эстерсунде, в котором Гайм заняла 81-е место из 96 стартовавших.
В 2012 году биатлонистка выиграла пасьют на юниорском чемпионате мира в Контиолахти. После удачного выступления на юниорском первенстве, Гайм была включена в заявку сборной Эстонии по биатлону для участия в чемпионате мира по биатлону в Рупольдинге, где выступила в двух гонках: в спринте и эстафете. Личную гонку Гайм завершила только на 82-м месте, а в эстафете сборная Эстонии была 14. 

### Юниорские и молодёжные достижения
| Год  | Место проведения | Возраст | Инд | Спр | Пр | Эст |
| ---- | ---------------- | ------- | --- | --- | -- | --- |
| 2012 | ЧМ Контиолахти   | U21     | 9   | 10  | 1  | 11  |